# Cour Saint-Émilion (Métro Paris)
Cour Saint-Émilion ist eine unterirdische Station der Linie 14 der Pariser Métro. Sie befindet sich im 12. Arrondissement unterhalb der gleichnamigen Straße Cour Saint-Émilion.
Die Station wurde am 15. Oktober 1998 mit Eröffnung der Linie 14 in Betrieb genommen. Damit zählt sie zu den jüngsten Stationen im Pariser Metronetz. Die Linie 14 verkehrte damals auf dem Abschnitt Madeleine–Bibliothèque François Mitterrand. Bis zur zentralen Station Châtelet sind es etwa viereinhalb Kilometer.